# (282) Клоринда
(282) Клоринда (итал. Clorinde) — небольшой астероид главного пояса, который принадлежит к редкому спектральному классу B. Он был открыт 28 января 1889 года французским астрономом Огюстом Шарлуа в обсерватории Ниццы и назван в честь героини романа Торквато Тассо «Освобождённый Иерусалим».

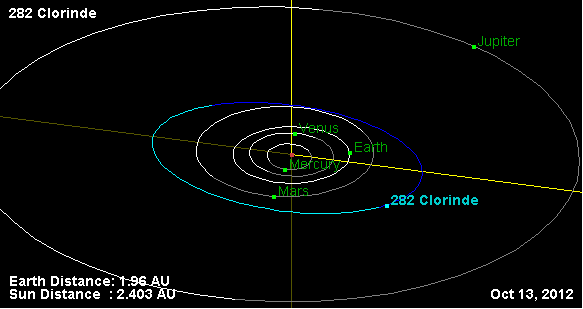
Орбита астероида Клоринда и его положение в Солнечной системе